# Denis Lambin
Pour les articles homonymes, voir Lambin.
Denis ou Denys Lambin (latinisé en Dionysius Lambinus), né à Montreuil-sur-Mer entre 1516 et 1521, selon les sources, et mort le 29 septembre 1572 à Paris, à la suite du choc émotionnel provoqué par le massacre de la Saint-Barthélemy, est un humaniste français, considéré comme l'un des plus grands érudits de son époque. Ses phrases aux multiples détours sont proverbiales, et ce genre de style est passé en français avec le verbe « lambiner ».

## Biographie
Lambin a commencé ses études à Amiens. Il est entré au service du cardinal de Tournon, qu'il a accompagné lors de deux visites en Italie (1549-53 et 1555-60). Il a ainsi visité Rome, Venise et Lucques et a été mis en contact avec des lettrés italiens comme Gabriele Faerno, Marc Antoine Muret, Guglielmo Sirleto, Fulvio Orsini. Pendant son séjour à Venise, à la suggestion du cardinal de Tournon, il a traduit les ouvrages d'Aristote sur l'éthique (dont l'Éthique à Nicomaque et l'Éthique à Eudème) (1558). Plus tard il a traduit La Politique (1567) et aussi les discours solennels divers d'Eschine et de Démosthène (1565, 1587). Peu avant sa mort, il a publié un discours sur l'utilité des études grecques et sur la façon de traduire du grec en latin (1572). À son retour en France (1561), il a été nommé professeur royal de langue latine et de littérature au Collège de France, et la même année il a été transféré à la chaire de grec. Cependant, hormis ses traductions et une édition de Démosthène (1570), ses œuvres les plus importantes sont les éditions d'auteurs latins : Horace (1561), Lucrèce (1564), Cicéron (1566), Cornelius Nepos (1569). Concernant le travail de ces quatre auteurs Lambin montre une avance marquée et ouvre une nouvelle ère dans la compréhension de leurs textes. Cependant, Lambin n'emploie pas la méthode rigoureuse des philologues modernes. Comme des lettrés plus anciens, il est souvent capricieux, arbitraire, irrégulier. Malgré ces défauts, communs en son temps, le travail de Lambin conserve une valeur importante et reste une référence aujourd'hui.
En 1559, Muret a publié ses Variæ Lectiones. Lambin y reconnut certaines de ses propres notes sur Horace et accusa Muret d'avoir abusé de sa confiance et de l'avoir plagié. En 1561 il publia leur correspondance. Les deux anciens amis ont aussi été séparés par leurs prises de position, Muret marquant son inclination pour les jésuites, que Lambin détestait à cause de leurs différences avec l’université de Paris. Lambin a été soupçonné par les catholiques italiens d'inclination à l'hérésie, bien que, le 8 juillet 1568, il eut prêté serment de catholicisme. Avant sa mort Lambin entreprit un commentaire de Plaute et rédigea des notes sur sa treizième pièce, le Mercator Ses notes, quoique incomplètes et non structurées, ont été publiées (1576) après sa mort. Par la suite, il édite des auteurs classiques majeurs : Horace (1561), Lucrèce (1564), Cicéron (1566), Cornelius Nepos (1569), Démosthène (1570, en complément des travaux de Guillaume Morel), et Plaute (1576).
Il serait mort de chagrin en apprenant la mort de Pierre de La Ramée lors du massacre de la Saint-Barthélemy et l'entourage d’Henri de Monantheuil le considérait comme la seconde victime de Jacques Charpentier.

## Œuvres (liste partielle)

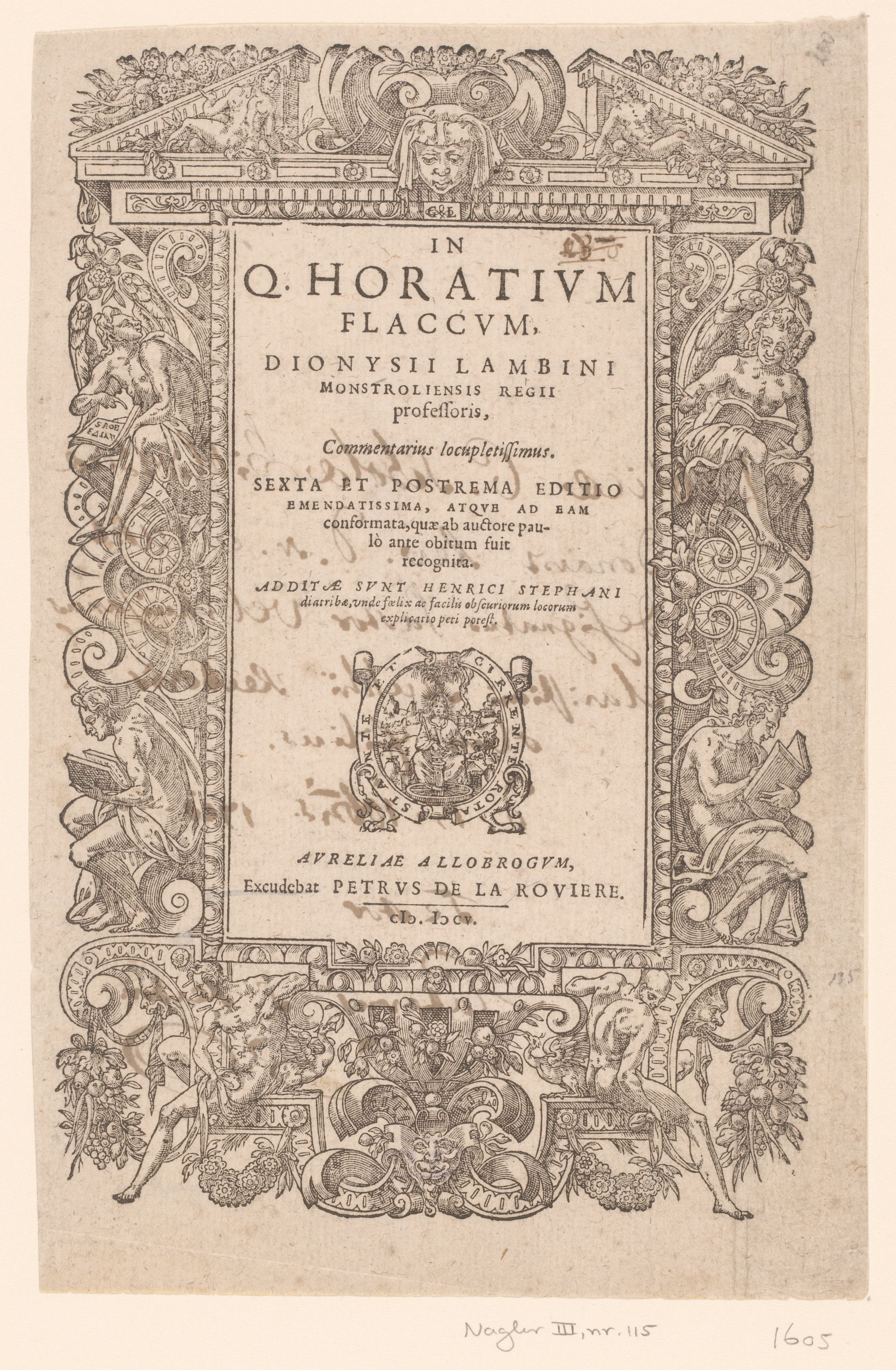
In Q. Horatium Flaccum Dionysii Lambini Commentarius Locupletissimus, Genève, Petrus Aubert, 1605.

- Lettres gallantes : 1552–1554, éd. par Henri Potez et François Préchac, Paris, Vrin, 1941
- (la) M. Accius Plautus : Ex Fide Atque Auctoritate Complurium Librorum Manuscriptorum Opera Dionys. Lambini (lire en ligne)